# Sixth Dimension
Sixth Dimension è il sesto album della progressive-power metal band britannica Power Quest, pubblicato da Inner Wound Recordings l'11 ottobre 2017 in Giappone e il 13 ottobre in Europa e America del Nord. Preceduto dai singoli Kings and Glory (29 agosto) e Lords of Tomorrow (3 ottobre), è il primo full-length della band dalla sua reunion, avvenuta il 30 marzo 2016. L'album è stato prodotto dall'ex-cantante della band Alessio Garavello.
È la prima pubblicazione con il chitarrista Glyn Williams, l'unica con il chitarrista Andy Kopczyk e l'ultima col bassista Paul Finnie, che lascerà la band nel 2018 per poi morire improvvisamente nel 2019.

## Il disco
L'album prosegue la ricerca sonora progressive-power metal cominciata nel precedente Blood Alliance, anche se qui gli elementi progressive sono meno presenti, aggiungendo influenze neoclassiche.
L'album vede numerose collaborazioni, tra cui il tastierista dei Threshold Richard West (più volte collaboratore della band in passato), che ha scritto a quattro mani con Steve Williams la title track, la cantante Anette Olzon (ex-Nightwish), il chitarrista dei Freedom Call Lars Rettkowitz, e l'ex-chitarrista degli stessi Power Quest Andrea Martongelli.
I brani Face the Raven e Coming Home, già pubblicati l'anno precedente nell'extended play Face the Raven, vengono riproposti in nuove versioni con un arrangiamento leggermente diverso; il secondo vede anche un leggero cambio del titolo, rispetto all'originale Coming Home (Sacred Land II), che lo ricollegava al brano Sacred Land dall'album Neverworld.
L'edizione giapponese e quella digipack occidentale contengono una traccia in più, una nuova versione di Far Away (dall'album di debutto Wings of Forever) intitolata Far Away 2017.

## Tracce
Testi e musiche di Steve Williams, tranne dove indicato.
1. Lords of Tomorrow – 5:19 (musica: S. Williams, Glyn Williams, Ashley Edison)
2. Starlight City – 5:50
3. Kings and Glory – 5:44
4. Face the Raven – 5:26
5. No More Heroes – 4:38
6. Revolution Fighters – 6:35 (musica: S. Williams, G. Williams)
7. Pray for the Day – 5:57
8. Coming Home – 4:45 (S. Williams, Edison)
9. The Sixth Dimension (feat. Anette Olzon) – 8:37 (S. Williams, Richard West)

Traccia bonus nell'edizione giapponese e digipack
1. Far Away 2017 – 4:56

## Formazione
- Ashley Edison – voce
- Steve Williams – tastiere, pianoforte (traccia 9), chitarra acustica (traccia 6), cori
- Andy Kopczyk – chitarra, cori (traccia 3)
- Glyn Williams – chitarra, cori (traccia 3)
- Paul Finnie – basso
- Rich Smith – batteria

Musicisti di supporto
- Pippa Sztencel – cori (tracce 2-3)
- Guardians of Neverworld Choir (Andy Whittle, Dominic Feargrieve, Johny Giner) – coro (traccia 3)

Ospiti
- Anette Olzon – seconda voce (traccia 9)
- Andrea Martongelli – chitarra solista e assolo di chitarra (traccia 6)
- Lars Rettkowitz – chitarra solista e assolo di chitarra (traccia 8)